# 朴啓東
朴 啓東（パク・ケドン、朝鮮語: 박계동/朴啓東、1952年12月20日 - ）は、大韓民国の政治家、ラジオパーソナリティ、実業家。第14・17代韓国国会議員。
本貫は密陽朴氏。カトリック教徒。

## 経歴
慶尚南道山清郡丹城面出身。普成高等学校、高麗大学校政治外交学科卒。ミズーリ大学言論研究所客員研究員、民統連組織局長、民青連・全民連スポークスパーソン、民主党総裁団秘書室長・青年特別委員会議長、野圏統合推進会議推進委員、きれいな政治の会運営委員、民主改革政治の会執行委員、第14代国会文体公委員会幹事・予算決算特別委員会委員・女性特別委員会委員、韓国の選択21・2000年委員会委員長、仏教放送のラジオ番組進行、ハンナラ党大統領候補特別補佐官・人権委員会副委員長、朴啓東国政研究所代表、山林フォーラム理事、第17代国会予算決算特別委員会委員・統一外交通商委員会幹事、ハンナラ党戦略企画本部本部長・工作政治特別委員会委員長、国会事務総長を務めた。朴は1992年の第14代総選挙で民主党の候補としてソウル江西区甲選挙区から、2004年の第17代総選挙ではハンナラ党の候補としてソウル松坡区乙選挙区からそれぞれ国会議員に当選したが、第15代総選挙と第19代総選挙では落選した。朴は第15代総選挙で落選した後、一時期タクシー運転手として働いたため、政界引退後はタクシー会社を経営し、タクシーの協同組合を設立し理事長を務めた。

## エピソード
元国会議員の権永吉と権炅錫とは同じ谷の出身者である。ただし、朴は幼い頃に近所の別の村に移り、さらに晋州市へ移住した。
全斗煥政権時代、金大中内乱陰謀事件に巻き込まれて投獄されたこともある。
1995年の国会対政府質問で、盧泰愚元大統領が4000億ウォン規模の秘密資金を匿ったという疑惑を提起した。その後の事実確認を経て、盧泰愚は拘束された。

## 不祥事
2005年7月21日、民主平統松坡区協議会第12期出帆会議に地元選出の国会議員として招待されたが、統一部長官、民主平統首席副議長の李在禎の祝辞が長く、国会議員らの祝辞が省略され、後の第2部に移されたため、朴は不満をあらわした。第2部の乾杯の時、朴は乾杯の申し出の代わりに、突然手持ちのビールを李の顔に向かって撒いた。主催する協議会長はすぐに抗議をして、朴は周りの人により会場外へ連れ出された。その後、李首席副部長は「このような行為を振るうことは何の話でも許されない」「われわれの社会が本当にこのように最低限の規範も礼儀もなくなったのか」と批判したが、朴側は「朴議員が祝辞省略の問題を提起すると、李首席副委員長が朴議員に暴言をしたのが事件の発端」と主張した。
2006年5月初、インターネット上で朴の酒場での女性との卑猥な動画が広がり、物議を醸した。特に女性団体連合は糾弾声明を発表し、ハンナラ党と国会に再発防止を要求した。
2023年、協同組合の設立の手続を破ったことにより、懲役1年の刑を言い渡された。また、2019年にタクシー会社の引き受けの過程において、別のタクシー会社の代表を虚偽な理由で訴えたため、2024年11月に誣告罪により懲役8か月の刑を言い渡された。さらに、傘下の運転手25人と整備士2人の賃金を時間通りに支給しなかったことについても取調べを受けた。